# Sarah-Léonie Cysique
Sarah-Léonie Cysique, född 6 juli 1998 i Sarcelles, är en fransk judoutövare.

## Karriär
Cysique tog sin första internationella medalj, ett brons, vid junior-EM 2017 i Maribor. Följande år tog hon brons vid både Grand Prix i Tunis och Grand Slam i Düsseldorf. Under 2018 blev Cysique även junioreuropamästare vid junior-EM i Sofia samt tog silver vid junior-VM i Nassau efter en finalförlust mot japanska Haruka Funakubo. Under året tävlade hon också vid EM 2018 i Tel Aviv, där det blev en femteplats efter förluster mot tyska Theresa Stoll i semifinalen och portugisiska Telma Monteiro i bronsmatchen.
Trots en ny pallplats vid Grand Slam i Düsseldorf 2019 blev inte Cysique uttagen till europeiska spelen 2019 i Minsk, där Priscilla Gneto istället blev uttagen i hennes viktklass. Vid VM 2019 i Tokyo förlorade hon i kvartsfinalen mot den kommande guldmedaljören Christa Deguchi samt sedan även i återkvalet mot brasilianska Rafaela Silva och slutade på femte plats. Hon vann dock sina samtliga tre matcher i den mixade lagtävlingen där Frankrike tog silver efter en finalförlust mot Japan, varav den mest noterbara vinsten var mot japanska Tsukasa Yoshida som blev världsmästare 2018.
Vid EM 2020 i Prag tog Cysique brons i 57 kg-klassen, en bedrift hon gjorde om vid EM 2021 i Lissabon. Vid olympiska sommarspelen 2020 i Tokyo, som arrangerades 2021, tog Cysique silver i lättvikt efter att ha förlorat mot kosovanska Nora Gjakova i finalen. Hon var även en del av Frankrikes lag som tog guld i den mixade lagtävlingen.
Vid EM 2022 i Sofia tog Cysique silver i 57 kg-klassen efter en finalförlust mot israeliska Timna Nelson-Levy. Följande år tog hon brons vid EM 2023 i Montpellier. Tre veckor senare blev Cysique uttagen av det franska judoförbundet till olympiska sommarspelen 2024 i Paris.
I februari 2024 tog Cysique brons vid Grand Slam i Paris. Vid olympiska sommarspelen 2024 i Paris tog hon brons i 57 kg-klassen efter att ha besegrat georgiska Eteri Liparteliani i bronsmatchen. Cysique var även en del av Frankrikes lag som tog guld i mixedlag.

## Utmärkelser
- Riddare av Hederslegionen,  8 september 2021[2]

[Redigera Wikidata]